# Rainer Zille
Rainer Zille (* 31. Juli 1945 in Merseburg; † 15. Oktober 2005 in Saaldorf) war ein deutscher Maler.

## Leben
Rainer Zille absolvierte eine Lehre als Destillateur und war als Forstarbeiter tätig. Von 1967 bis 1972 studierte er Malerei an der Hochschule für Bildende Künste Dresden bei Gerhard Kettner, Herbert Kunze und Franz Tippel. Seit 1972 war er freischaffend in Dresden tätig. Ab 1974 hatte er als einer der ersten Absolventen einen Fördervertrag mit der Wismut AG. Gemeinsam mit seinen Malerfreunden Helge Leiberg, Joachim Böttcher, Stefan Plenkers, Veit Hofmann und anderen bestimmte Zille das Bild der Dresdner Kunst in den 1970er Jahren maßgeblich mit.
Wichtige Stationen waren die Pleiecklenburg und an der Ostseeküste sowie Studienreisen nach Polen, Bulgarien und die UdSSR. 1990 bot sich ihm die Gelegenheit für einen vierteljährigen Aufenthalt in Columbus (Ohio), der Partnerstadt Dresdens. Diese Zeit, die er gemeinsam mit Plenkers und Hofmann verbrachte, hat sein weiteres Schaffen stark beeinflusst.
2003 erhielt er den Bautzener Kunstpreis. Im Jahr 2004 übersiedelte er nach Saaldorf.
Bilder Zilles befinden sich u. a. in der Galerie Neue Meister, im Kupferstichkabinett Dresden sowie der Nationalgalerie Berlin und sind unter anderem in den ständigen Ausstellungen der Städtischen Galerie Dresden und der Kunstsammlung Neubrandenburg zu sehen.

## Ausstellungen (unvollständig)

### Einzelausstellungen
- 1980: Galerie Nord, Dresden (Aquarelle, Malerei, Zeichnungen)
- 1981: Galerie Mitte, Berlin
- 1982: Galerie West, Dresden (Aquarelle, Guaschen, Zeichnungen)
- 1984: Heinrich-Mann-Klub, Rostock
- 1985: Galerie im Schönhof, Görlitz, und Galerie Im Alten Museum, Berlin (Malerei, Zeichnungen, Grafik)
- 1985: Galerie Nord, Dresden (Malerei, Grafik)
- 1986: Kulturbundgalerie, Erfurt
- 1988: Galerie am Markt, Lobenstein

- 1989: Burg-Galerie, Beeskow
- 1991: Neue Dresdener Galerie, Dresden
- 1994: Alte Kachelofenfabrik, Neustrelitz („Homo Ludens“; mit Veit Hofmann und Otto Sander Tischbein)
- 1995: Dresdner Bank, Düsseldorf
- 1997: Galerie Eva Blobel, Cottbus
- 1998: Gerd Mackensen, Otto Sander, Claus Weidensdorfer, Rainer Zille – Galerie Beethovenstraße, Düsseldorf
- 2003: Galerie Beyer, Dresden
- 2007: Galerie Beyer, Dresden (Malerei und Arbeiten auf Papier)
- 2009: „Ohne Uns!“ – zur Kunst & alternative Kultur in Dresden vor und nach ’89, Prager Spitze, Dresden
- 2010: Leonhardi-Museum, Dresden

### Ausstellungsbeteiligungen in der DDR (Auswahl)
- 1974, 1979, 1985: Dresden, Bezirkskunstausstellungen
- 1976, 1978, 1980: Frankfurt/Oder, Sport- und Ausstellungszentrum („Junge Künstler der DDR “)
- 1982/1983, 1987/1988: Dresden, IX. und X. Kunstausstellung der DDR
- 1984, 1986, 1989: Berlin u. a. („100 ausgewählte Grafiken“)
- 1985: Cottbus, Staatliche Kunstsammlungen („Zeichnungen in der Kunst der DDR. 1974–1984“)
- 1986: Magdeburg, Kloster Unser Lieben Frauen („Grafik in den Kämpfen unserer Tage“)
- 1989: Berlin, Akademie-Galerie im Marstall („Bauleute und ihre Werke. Widerspiegelungen in der bildenden Kunst der DDR“)